# Puntius jacobusboehlkei
Puntius jacobusboehlkei är en fiskart som först beskrevs av Fowler, 1958.  Puntius jacobusboehlkei ingår i släktet Puntius och familjen karpfiskar. IUCN kategoriserar arten globalt som livskraftig. Inga underarter finns listade i Catalogue of Life.